# 高橋作衛

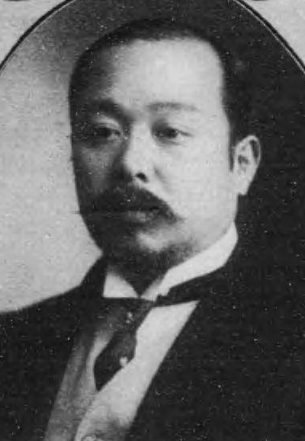
高橋作衛

高橋 作衛（たかはし さくえ、1867年11月5日（慶応3年10月10日）- 1920年（大正9年）9月12日）は、日本の法学者・政治家。専門は国際法。学位は、法学博士。東京帝国大学名誉教授。帝国学士院会員、貴族院議員、法制局長官。

## 経歴
信濃国高遠藩儒で、維新後に長野県立長野中学教諭となった高橋白山の長男として肥前国（長崎県）に生まれる。第一高等学校を経て、1894年9月、帝国大学法科大学政治学科を首席で卒業。海軍教授となり、日清戦争に際し常備艦隊司令長官付の幕僚（法律顧問）、さらに旅順口根拠地司令長官付（通訳）に異動。1895年5月、海軍大学校勤務となり1896年3月まで務めた。1897年9月から英仏独に留学。1899年7月、東京帝大大学院を修了し、1900年2月、法学博士号を取得。1901年6月、東京帝大法科大学教授に就任し国際公法第二講座担任となる。
海軍省嘱託（1902年1月 - 1905年6月）、海大教授嘱託（1906年2月 - 11月）を務め、カーン奨学金を受けて1907年10月から1908年10月まで欧米に出張した。1908年2月、帝国学士院会員に就任。1914年4月、第2次大隈内閣の法制局長官となり1916年10月まで在任。同年10月、東京帝大教授を辞し、同月5日、貴族院勅選議員に任命され同成会に属し死去するまで在任した。
その他、陸軍軍医学校講師、大喪使事務官、高等捕獲審検所評定官、大礼使参与官、文官高等試験委員長、共通法規調査委員長、鉄道院職員救済組合審査会議長、明治神宮造営局評議員、軍需評議会評議員、国際法学会長などを務めた。
1903年6月、日露戦争開戦直前に戸水寛人、富井政章、小野塚喜平次、金井延、寺尾亨、中村進午と共に対露強硬論の意見書を作成し政府に提出した（七博士意見書）。
1920年、肉腫のため死去。墓所は文京区小石川の伝通院。

## 栄典
位階
- 1914年（大正3年）5月11日 - 従四位[4]

勲章等
- 1910年（明治43年）12月26日 - 勲四等瑞宝章[5]
- 1915年（大正4年）11月10日 - 大礼記念章[6]
- 1916年（大正5年）
  - 1月19日 - 勲二等瑞宝章[7]
  - 4月1日 - 旭日重光章[8]

## 著書
- 『平時国際公法』日本法律学校、1903年。
- 『英船高陞号之撃沈』高橋作衛、1903年。
- 『満洲問題之解決』附録:七博士意見書起草顛末・満洲問題研究録、高橋作衛、1904年。
- 『戦時国際法要論』高橋作衛、1905年。
- 『日露戦争国際事件要論』清水書店、1905年。
- 『戦時国際法理先例論』東京法学院大学、1907年。
- 『日米之新関係』清水書店、1910年。
- 『戦時国際公法』哲学書院、1912年。
- 『国際法外交条規』清水書店、1912年。
- 『国際法大意』清水書店、1913年。
- 『超然録』実業之日本社、1920年。